# Skills in Pills
Skills in Pills è il primo album in studio del supergruppo tedesco/svedese Lindemann, pubblicato il 23 giugno 2015 dalla Warner Bros. Records.

## Tracce
Testi di Till Lindemann, musiche di Peter Tägtgren, eccetto dove indicato.
1. Skills in Pills – 4:13
2. Ladyboy – 3:20
3. Fat – 4:12
4. Fish On – 4:12
5. Children of the Sun – 3:40
6. Home Sweet Home – 3:45
7. Cowboy – 3:11
8. Golden Shower – 4:24
9. Yukon – 4:45
10. Praise Abort – 4:44

Traccia bonus nell'edizione speciale
1. That's My Heart – 4:35 (musica: Peter Tägtgren, Till Lindemann, Clemens Wijers)

## Formazione
Gruppo
- Till Lindemann – voce
- Peter Tägtgren – strumentazione, arrangiamenti orchestrali

Altri musicisti
- Clemens Wijers – arrangiamenti orchestrali aggiuntivi
- Pärlby Choir – coro
- Jonas Kjellgren – banjo (traccia 7)

Produzione
- Peter Tägtgren – produzione, ingegneria del suono, missaggio (tracce 4 e 8)
- Jonas Kjellgren – registrazione della batteria
- Stefan Glaumann – missaggio (eccetto tracce 4 e 8)
- Svante Forsbäck – mastering
- Jacob Hellner – post-produzione
- Tom van Heesch – montaggio post-produzione

## Classifiche
| Classifica (2015) | Posizione massima |
| ----------------- | ----------------- |
| Australia         | 17                |
| Austria           | 3                 |
| Belgio (Fiandre)  | 17                |
| Belgio (Vallonia) | 19                |
| Danimarca         | 10                |
| Finlandia         | 1                 |
| Francia           | 16                |
| Germania          | 1                 |
| Italia            | 33                |
| Norvegia          | 9                 |
| Nuova Zelanda     | 23                |
| Paesi Bassi       | 6                 |
| Portogallo        | 18                |
| Regno Unito       | 35                |
| Spagna            | 18                |
| Svezia            | 27                |
| Svizzera          | 2                 |